# Brunate
Brunate (lombardul: Brünaa) település Olaszországban, Lombardia régióban, Como megyében. Lakosainak száma 1587 fő (2023. január 1.). Brunate Blevio és Como községekkel határos.

## Népesség
A település népességének változása:
| Lakosok száma | 1736 | 1715 | 1587 |
|               | 2017 | 2018 | 2023 |